# Yi Shanjun
Yi Shanjun (chiń. 易善軍; ur. 14 lipca 1977) – chiński zapaśnik w stylu klasycznym. Olimpijczyk z Sydney 2000, gdzie zajął szesnaste miejsce w kategorii 63 kg.
Dwukrotny uczestnik mistrzostw świata, dwunasty w 1999. Trzeci na igrzyskach azjatyckich w 1998 i igrzyskach wschodniej Azji z 2001. Zdobył brązowe medale na mistrzostwach Azji w 1999 i 2000 roku.